# Vegas Girl
«Vegas Girl» es una canción del cantante británico Conor Maynard de su álbum debut, Contrast (2012). Fue lanzado el segundo sencillo del álbum como descarga digital el 22 de julio de 2012. La canción fue escrita y producida por The Invisible Men con producción adicional de Parker & James y también fue escrito por Conor Maynard, Dion Wardle y Scott Thomas. Se veía también en MTV Push.

## Vídeo musical
Un vídeo musical para acompañar el lanzamiento de «Vegas Girl» fue lanzado primero en YouTube el 24 de junio de 2012 a una longitud total de tres minutos y cuarenta segundos. Fue dirigido por Travis Kopach. Fue filmada en Nueva York.

## Recepción de la crítica
Robert Copsey del blog Digital Spy dio a la canción una revisión positiva afirmando:

"Voy a darle una paliza como si estuvieras Keri / Ha olvidado su nombre como Rihanna," él insiste una mancha de ritmo urbano con una voz que, sin duda, hacer comparaciones con Justin Timberlake. Los clichés obvios son los correctos ("Tira los dados, tengo tu número / El bote debajo de la cubierta"), pero él se escapa con ella, aunque sólo sea por su homenaje a mitad de Tequila, Tequila Tequila ... .

## Lista de canciones
| Digital download |                              |          |  |
| N.º              | Título                       | Duración |  |
| 1.               | «Vegas Girl»                 | 2:51     |  |
| 2.               | «Vegas Girl» (Wideboys Edit) | 3:54     |  |
| 3.               | «Vegas Girl» (Tortuga Remix) | 4:07     |  |
| 4.               | «Marvin's Room»              | 3:32     |  |

## Lista de rendimiento
| Lista (2012)                                | Máxima posición |
| ------------------------------------------- | --------------- |
| Alemania (Offizielle Deutsche Charts)       | 63              |
| Bélgica (Flandes) (Ultratip Bubbling Under) | 19              |
| Irlanda (IRMA)                              | 22              |
| Reino Unido (UK Singles Chart)              | 4               |
| Estados Unidos Pop Songs (Billboard)        | 36              |

## Historial del lanzamiento
| Región      | Fecha               | Formato          | Discográfica |
| ----------- | ------------------- | ---------------- | ------------ |
| Reino Unido | 22 de julio de 2012 | Descarga digital | Parlophone   |